# Pseudois
Pseudois és un gènere de mamífers artiodàctils de la família dels bòvids que conté dues espècies:
- Bàral (Pseudois nayaur)[1]
- Bàral nan (Pseudois schaeferi).